# احمد غلامپور
احمد غلامپور (زاده ۱ فروردین ۱۳۳۵ اهواز) سرتیپ سپاه پاسداران انقلاب اسلامی است، که هم‌اکنون به‌عنوان استاد و عضو هیئت علمی دانشگاه عالی دفاع ملی و دانشگاه امام حسین فعالیت می‌کند. وی فعالیت در سپاه پاسداران انقلاب اسلامی را از سال ۱۳۵۹ در سپاه اهواز آغاز کرد و در طول جنگ ایران و عراق از فرماندهان ارشد سپاه پاسداران محسوب می‌شد. غلامپور در اغلب عملیات‌های سپاه پاسداران در جنگ، همچون مجموعه عملیات‌های کربلا و والفجر، فرماندهی قرارگاه کربلا را برعهده داشت و در عملیات آزادسازی خرمشهر نیز به‌عنوان فرمانده قرارگاه قدس فعالیت می‌کرد. غلامپور از معدود فرماندهان سپاه بود، که پس از پذیرش قطعنامه ۵۹۸ و پایان جنگ، همچنان در جنوب باقی ماند، تا اینکه در سال ۱۳۶۹ به معاونت عملیات سپاه پاسداران منصوب شد. وی تا سال ۱۳۷۲ نیز در این جایگاه فعالیت کرد. او از ۱۳۷۲ تا ۱۳۸۵ استاد دانشگاه فرماندهی و ستاد سپاه بود و هم‌اکنون نیز از اعضای هیئت علمی دانشگاه امام حسین می‌باشد.